# Malebogo Molefhe
Malebogo Molefhe est une basketteuse botswanaise, qui est victime, en 2009, d'une attaque à l'arme à feu :  son petit ami, lui tire dessus à huit reprises. Elle échappe à la mort et devient invalide, atteinte à la moelle épinière. Depuis son agression, elle s'engage pour la défense des victimes de violences conjugales et de violences sexuelles dans son pays, mais également dans la promotion des femmes dans le sport.
Le 29 mars 2017, elle reçoit de la Première dame des États-Unis Melania Trump et du sous-secrétaire d’État aux Affaires politiques Thomas A. Shannon le prix international de la femme de courage.